# ایل کردلی
ایل کردلی یا کردالی یا ایل کرد یکی از ایلات کردتبار ساکن استان ایلام است. این ایل دارای طوایف مختلفی است که در شهرستان آبدانان ، شهرستان دهلران و همچنین قسمتی قابل توجهی از شهرستان چرداول با مرکزیت شهر سرابله ساکن هستند. همچنین گویش آنان کردی کردلی از گویش‌های کردی جنوبی است و شیعه‌مذهب هستند.

## سکونتگاه
مردمان این ایل تا قبل از سال ۱۳۰۸ در شهرستان دهلران (بخش سراب‌میمه، بخش زرین‌آباد و بخش مرکزی) و شمال شهرستان آبدانان ساکن بودند، بعد از سال ۱۳۰۸ توشمالان حاکمان یا کدخدایان ایل کردلی، یک‌سوم جمعیت ایل را به نواحی جنوبی شهرستان آبدانان کوچ دادند. طوایفی به همین نام در کردستان سوریه و کردستان ترکیه سکونت دارند که احتمال مهاجرت این ایل را به استان ایلام می‌رساند. در بخش‌هایی از عراق از جمله شهرستان علی‌الغربی و شهرستان شیخ سعد استان واسط نیز مردمان این ایل سکونت دارند.
در کتاب شرفنامه بدلیسی، در ذکر قبایل حصن کیفا از قبیله «کوردلی کبیر» و «کوردلی صغیر» یاد شده است.

## وجه تسمیه
برخی معتقدند که کردلی به معنای کرد کوچک و برخی معتقدند که این نام مخفف کردفیلی است. برخی نیز به علت شیعه‌مذهب بودن این ایل، آن را به معنای کردعلی می‌دانند. اما در اسناد به جای مانده از کنسول مندلی، این ایل به نام کردعلی‌خانی معرفی شده است. علی‌خان پسر ارشد حسن‌خان والی بوده است که بعد از مرگ پدرش به همراه برادرانش به صورت مشترک بر پشتکوه (استان ایلام کنونی) حکومت کرده‌اند و از آنجا که علی‌خان بر این ایل حکومت می‌کرده است این ایل به نام کردعلی‌خانی معروف شده است و به مرور زمان به کردلی تغییر یافته است.

## تقسیمات ایلی
ایل کرد از مردمان فیلی در پشتکوه محسوب می‌شود. فیلی‌های پشتکوه شامل دو دسته مهکی و کرد هستند.

### تقسیم‌بندی اول (بر اساس چگونگی قرارگیری)
این ایل به چهار مجموعه جایروند، مه‌میه‌وند، مستقل و وابسته تقسیم می‌شود.
1. مجموعه طوایف جایروند: به دو دسته اصلی و همجرش تقسیم می‌شوند. طوایف رضا، مفروند، احمد جشنی، گاکله، شهریاروند و مرالوند از طوایف اصلی جایروند هستند و طوایف بالوی، پیرانی، هیوری، ایسیوند، دشتی، نوکرپیر، گرکی، کولیوند چمکبود، گلال‌زیری و مال ملائی از طوایف همجرش جایروند هستند. همچنین طایفه سادات ابراهیم قتال و طایفه سادات سیدابراهیم، وابسته به مجموعه طوایف جایروند هستند.
2. مجموعه طوایف مه‌میه‌وند: شامل طوایف قطبین، برامسین، گوران، جانقلی، پاپی، گلگلی، نوروژوند و کاکلی می‌شود همچنین طایفه سادات سیدفخرالدین و طایفه سیدناصرالدین از طوایف وابسته به مجموعه طوایف مه‌میه‌وند هستند.
3. طوایف وابسته:طوایف سادات سیدفخرالدین، سادات سیدناصرالدین، سادات ابراهیم قتال، سادات سیدابراهیم، سادات سیدصالح‌الدین، کولیوند و شیخ جابری وابسته به ایل کرد هستند.
4. مجموعه طوایف مستقل: شامل طوایف باپیروند، جودکی، جایری، سالورزی، دوستعلیوند و ناصرعالی است.

### تقسیم‌بندی دوم (بر اساس مالیات)
چون طایفه دوستعلیوند از توشمالان ایل کرد محسوب می‌شده‌اند و تابع حکومت مرکزی بوده‌اند، به خاطر گرفتن مالیات، این ایل به چهار بخش مرادخانی، شکربیگی، سلیمان‌خانی و زیدعلی تقسیم شده‌اند و هرکدام مسئول گرفتن مالیات از چند طایفه این ایل بوده‌اند.

### تقسیم‌بندی سوم
رزم‌آرا در کتاب خود این ایل را به سه بخش تقسیم کرده است:

طایفه مرادخانی: شامل تیره‌های شهریاروند، جابره‌وند، ناصرعالی و ایل‌بگی

طایفه شکربگی: شامل تیره‌های دشتی، قیطولی، بازگیر و یاسی

طایفه سلیمان‌خانی: شامل تیره‌های زرگوش،و مال‌ملائی

همچنین طوایف سادات سیدصالح‌الدین، باباهای پیرمحمد (آبدانان)، دراویش، سله‌ورزی و قلائی را طوایف همجرش ایل کرد معرفی کرده است.

## ایل مموس
ایل مموس از قدیمترین و پرجمعیت ترین طایفه شهرستان دهلران میباشد  که شامل پنج تیره.(مال فرخی، یخی ون، ماله‌میه، سیره، مزیه) میباشد. 

### طایفه ماسپی
طایفه ماسپی از طوایف قدیمی در منطقه سکونت این ایل است. این طایفه به دو دسته سراشون و دماشون تقسیم می‌شود.